# Великі Бакшти
Великі Бакшти (біл. вёска Вялікія Бакшты) — село в складі Молодечненського району Мінської області, Білорусь. Село підпорядковане Границькій сільській раді, розташоване в західній частині області.